# Les Deux Orphelines (pièce de théâtre)
 (août 2024).
La mise en forme du texte ne suit pas les recommandations de Wikipédia : il faut le « wikifier ».
Les points d'amélioration suivants sont les cas les plus fréquents. Le détail des points à revoir est peut-être précisé sur la page de discussion.
- Les titres sont pré-formatés par le logiciel. Ils ne sont ni en capitales, ni en gras.
- Le texte ne doit pas être écrit en capitales (les noms de famille non plus), ni en gras, ni en italique, ni en « petit »…
- Le gras n'est utilisé que pour surligner le titre de l'article dans l'introduction, une seule fois.
- L'italique est rarement utilisé : mots en langue étrangère, titres d'œuvres, noms de bateaux, etc.
- Les citations ne sont pas en italique mais en corps de texte normal. Elles sont entourées par des guillemets français : « et ».
- Les listes à puces sont à éviter, des paragraphes rédigés étant largement préférés. Les tableaux sont à réserver à la présentation de données structurées (résultats, etc.).
- Les appels de note de bas de page (petits chiffres en exposant, introduits par l'outil «  Source ») sont à placer entre la fin de phrase et le point final[comme ça].
- Les liens internes (vers d'autres articles de Wikipédia) sont à choisir avec parcimonie. Créez des liens vers des articles approfondissant le sujet. Les termes génériques sans rapport avec le sujet sont à éviter, ainsi que les répétitions de liens vers un même terme.
- Les liens externes sont à placer uniquement dans une section « Liens externes », à la fin de l'article. Ces liens sont à choisir avec parcimonie suivant les règles définies. Si un lien sert de source à l'article, son insertion dans le texte est à faire par les notes de bas de page.
- La présentation des références doit suivre les conventions bibliographiques. Il est recommandé d'utiliser les modèles {{Ouvrage}}, {{Chapitre}}, {{Article}}, {{Lien web}} et/ou {{Bibliographie}}. Le mode d'édition visuel peut mettre en forme automatiquement les références.
- Insérer une infobox (cadre d'informations à droite) n'est pas obligatoire pour parachever la mise en page.

Pour une aide détaillée, merci de consulter Aide:Wikification.
Si vous pensez que ces points ont été résolus, vous pouvez retirer ce bandeau et améliorer la mise en forme d'un autre article.
Pour les articles homonymes, voir Les Deux Orphelines.
Les Deux Orphelines est un drame en 5 actes d’Adolphe d'Ennery et Eugène Cormon créé le 20 janvier 1874 au théâtre de la Porte-Saint-Martin.
Adapté par d'Ennery en roman en 1877, il a été publié en feuilleton dans la Nation en 1892 puis publié aux éditions Rouff en 1894.

## Argument
Au XVIIIe siècle, peu avant la Révolution française : l’orpheline Henriette Gérard accompagne Louise, sa sœur adoptive aveugle, à Paris. Les deux jeunes filles espèrent bien trouver un médecin qui guérira Louise de sa cécité. Hélas, Henriette est enlevée par le marquis de Presles, un roué déterminé à en faire son jouet. Louise n’a pas plus de chance que sa sœur : livrée à elle-même, elle tombe dans les mains de la Frochard, une mégère alcoolique qui ne cessera de l’humilier et de la tourmenter pour la forcer à mendier et à chanter dans les rues. Tout commence à s’arranger avec l’intervention du chevalier de Vaudrey et de la comtesse de Linières. Le premier s’est épris d’Henriette qu’il entreprend de sauver tandis que la seconde n’est autre que la mère biologique de Louise.

## Distribution originale
- Pierre : Taillade.
- Le comte de Linières : Lacressonnière.
- Le chevalier de Vaudrey : Régnier.
- Jacques : Laray.
- Le marquis de Presles : Fraisier.
- De Mailly : Renot.
- D’Estrées : Rolle.
- Picard : Vollet.
- Le docteur : Mangin.
- Martin : Machanette.
- Lafleur  : Murray.
- Premier homme du peuple : Emrol.
- Deuxième homme du peuple : Lansoy.

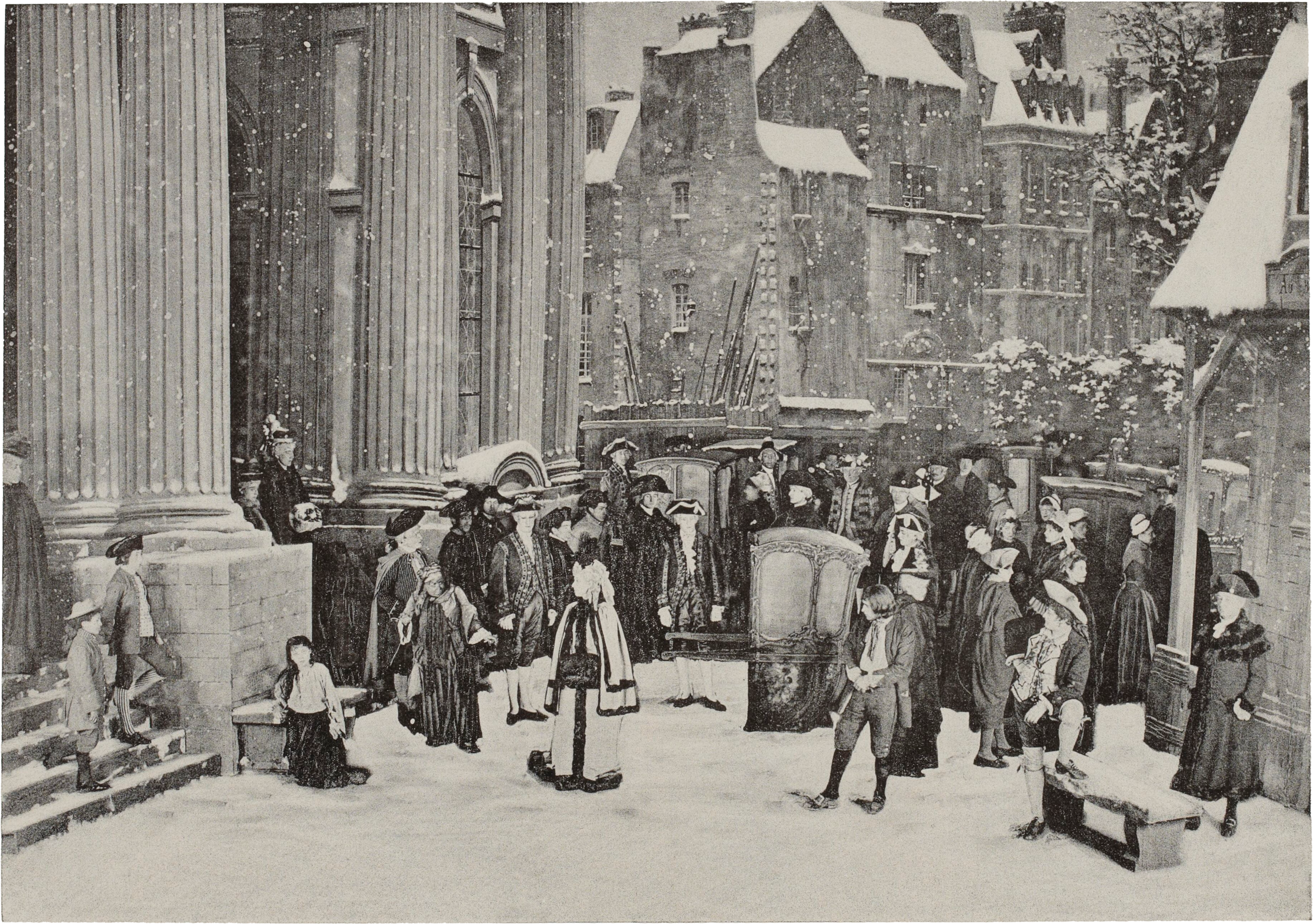
Les Deux Orphelines au théâtre de la Porte-Saint-Martin par Paul Boyer.

- Un chanteur des rues : Émile.
- Un sergent  : Néraut.

- La comtesse de Linières : Doche.
- Henriette : Dica Petit (d) .
- Louise  : Angèle Moreau (d) .
- Marianne : Lucile Lacressonnière.
- La Frochard : Sophie Hamet (d) .
- Sœur Geneviève : Marie Daubrun (d) .
- Florette : Murray.
- Julie : Mlle Flony.

## Réception

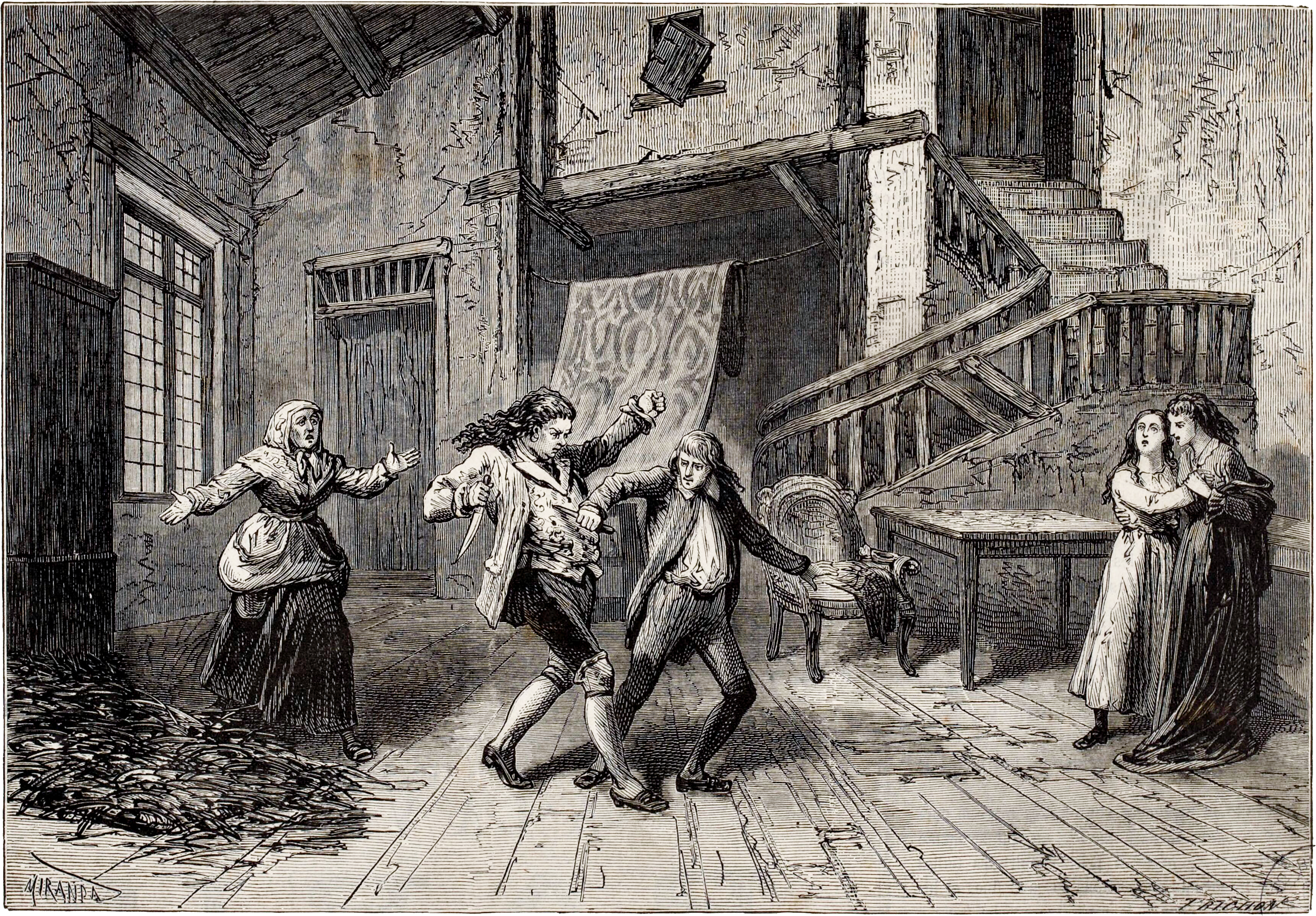
Septième tableau : l’affrontement entre Jacques et Pierre.

Jouée au théâtre de la Porte-Saint-Martin récemment reconstruit après l’incendie qui l’avait entièrement détruit lors du siège de Paris, la pièce a connu un succès prodigieux. Casanove, dans la Fantaisie parisienne, exhorte le public en ces termes : « Accourez au théâtre de la Porte-Saint-Martin et savourez en pleurant, dans sa délicieuse amertume, le plat dramatique du jour : Les deux Orphelines. » Cette pièce a en effet constitué « le succès le plus prolongé et très certainement le chef-d’œuvre de l'auteur », et « le boulevard n'avait pas revu, depuis longtemps, pareille fête. », rapporte La Presse illustrée. La pièce a connu deux rappels de la salle entière lors de la première. Après avoir déclaré, en guise de préambule, que « la Porte-Saint-Martin, pour l’annoncer au public, pourrait se pavoiser de mouchoirs en guise de drapeaux », la Presse illustrée enchaine en déclarant que 

« M. Dennery et M. Cormon, son très-habile collaborateur, viennent de nous donner, avec les Deux Orphelines, le drame le mieux fait et le plus touchant qu’ils aient produit peut-être dans toute leur carrière. L’intrigue, terriblement compliquée, se déroule avec une clarté parfaite ; ses péripéties se tiennent et s’enchaînent ; il y a de l’ordre dans son mouvement et de la liaison dans les mille fils entre-croisés de sa trame. L’intérêt monte de scène en scène, sans jamais faiblir, jusqu’à son point culminant. Ajoutez à ce métier consommé une action poignante qui vise au cœur et qui le frappe à tout coup. Les auteurs jouent des cordes sensibles du public, comme un virtuose des touches d’un clavier. »

 Ayant fait l’objet d’une adaptation à New York, la première a eu lieu le 21 décembre 1874. Après avoir payé les 720 $ de droits d’auteur réclamés par d’Ennery, le directeur n’avait pas hésité à envoyer son régisseur à Paris pour reproduire, fidèlement et les décors et les costumes. La pièce a remporté un tel succès que l’actrice américaine Kate Claxton (en) est devenue, en quelque sorte, dépendante du rôle de Louise, l’orpheline aveugle, pour une bonne partie de sa carrière. Son rôle l’avait rendue si populaire qu’elle a dû acheter les droits de la pièce à Palmer et la jouer en tournée pendant plusieurs décennies.

## Adaptations

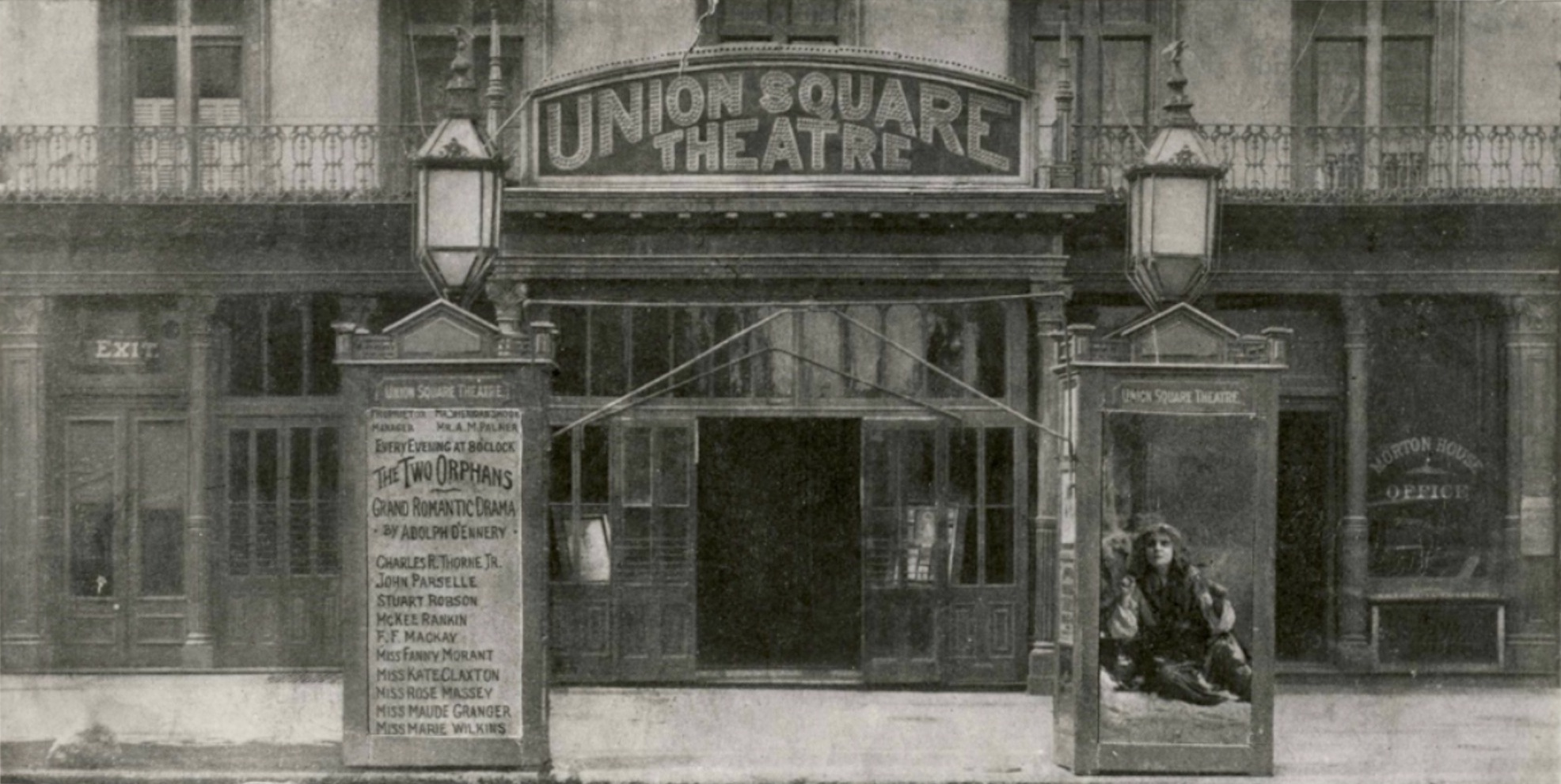
Les Deux Orphelines à l’affiche de l’Union Square Theatre de la 14e Rue à Manhattan.

Le roman a inspiré seize adaptations dont une à l'opéra et quinze cinématographiques, principalement au temps du cinéma muet, dont notamment celle de D. W. Griffith en 1921 et de Riccardo Freda en 1965 :
- 16 février 1878 : As duas órfãs, opéra monté par la compagnie de Vicente Pontes de Oliveira avec un orchestre symphonique dirigé par Francisco Libânio Collas, pour l’inauguration du Teatro da Paz à Belém.
- 1906 : Les Deux Orphelines, film de Alf Collins.
- 1907 : Les Deux Orphelines, film américain de Francis Boggs.
- 1910 : Les Deux Orphelines, film de Albert Capellani.
- 1910 : Les Deux Orphelines, film de Georges Monca.
- 1911 : Les Deux Orphelines, film américain d'Otis Turner et Francis Boggs.
- 1915 : Les Deux Orphelines, film américain de Herbert Brenon.
- 1921 : Les Deux Orphelines, film américain de D. W. Griffith.
- 1933 : Les Deux Orphelines, film de Maurice Tourneur.
- 1942 : Les Deux Orphelines, film italien de Carmine Gallone.
- 1944 : Les Deux Orphelines, film de José Benavides (d) .
- 1949 : Les Deux Orphelines, film de Hassan al-Imam (d) .
- 1954 : Les Deux Orphelines, film franco-italien de Giacomo Gentilomo.
- 1961 : Les Deux Orphelines, téléfilm, adaptation de Youri.
- 1965 : Les Deux Orphelines, film italien de Riccardo Freda.
- 1981 : Les Deux Orphelines, téléfilm de Gérard Thomas.